# 灰岩站
灰岩站（韓語：회암역）是朝鮮民主主義人民共和國咸镜北道恩德郡的一個鐵路車站，属于灰岩线。

## 邻近车站
灰岩线
鶴松站 - 灰岩站 - 恩德站